# Ice cream float
Un ice cream float o ice cream soda, più raramente gelato galleggiante (noto anche come spider in Australia e Nuova Zelanda), è una bevanda fredda che consiste in gelato in una bibita analcolica o in una miscela di sciroppo aromatizzato e acqua gasata.
Se si impiega root beer e gelato alla vaniglia, viene generalmente indicata negli Stati Uniti e in Canada come root beer float. Una variante simile è il coke float, che utilizza la cola invece della root beer.

## Storia
L'ice cream float è stato inventato da Robert McCay Green a Filadelfia, in Pennsylvania, nel 1874 durante la celebrazione del semicentenario del Franklin Institute. La leggenda dice che, in una giornata particolarmente calda, Green rimase senza ghiaccio per le bevande aromatizzate che stava vendendo e usò il gelato alla vaniglia di un venditore vicino, inventando una nuova bevanda.
Il suo racconto, pubblicato sulla rivista Soda Fountain nel 1910, afferma che mentre gestiva una soda fountain durante la fiera, voleva creare una nuova novità che attirasse clienti distinguendolo da un altro venditore che aveva una soda fountain più grande ed elaborata. Dopo qualche tentativo, decise di unire gelato e soda aromatizzata proponendo alla fine gelato alla vaniglia con soda e una scelta di 16 sciroppi aromatizzati. La nuova proposta ebbe successo e si diffuse in fretta. Green chiese nel suo testamento che "Originator of the Ice Cream Soda" ("Inventore dell'Ice Cream Soda") fosse inciso sulla sua lapide.
Almeno altre tre persone rivendicano la paternità della root beer float: Fred Sanders, Philip Mohr e George Guy, uno dei dipendenti di Robert Green. Si dice che quest'ultimo abbia creato la bevanda per errore nel 1872.

## Nomi locali

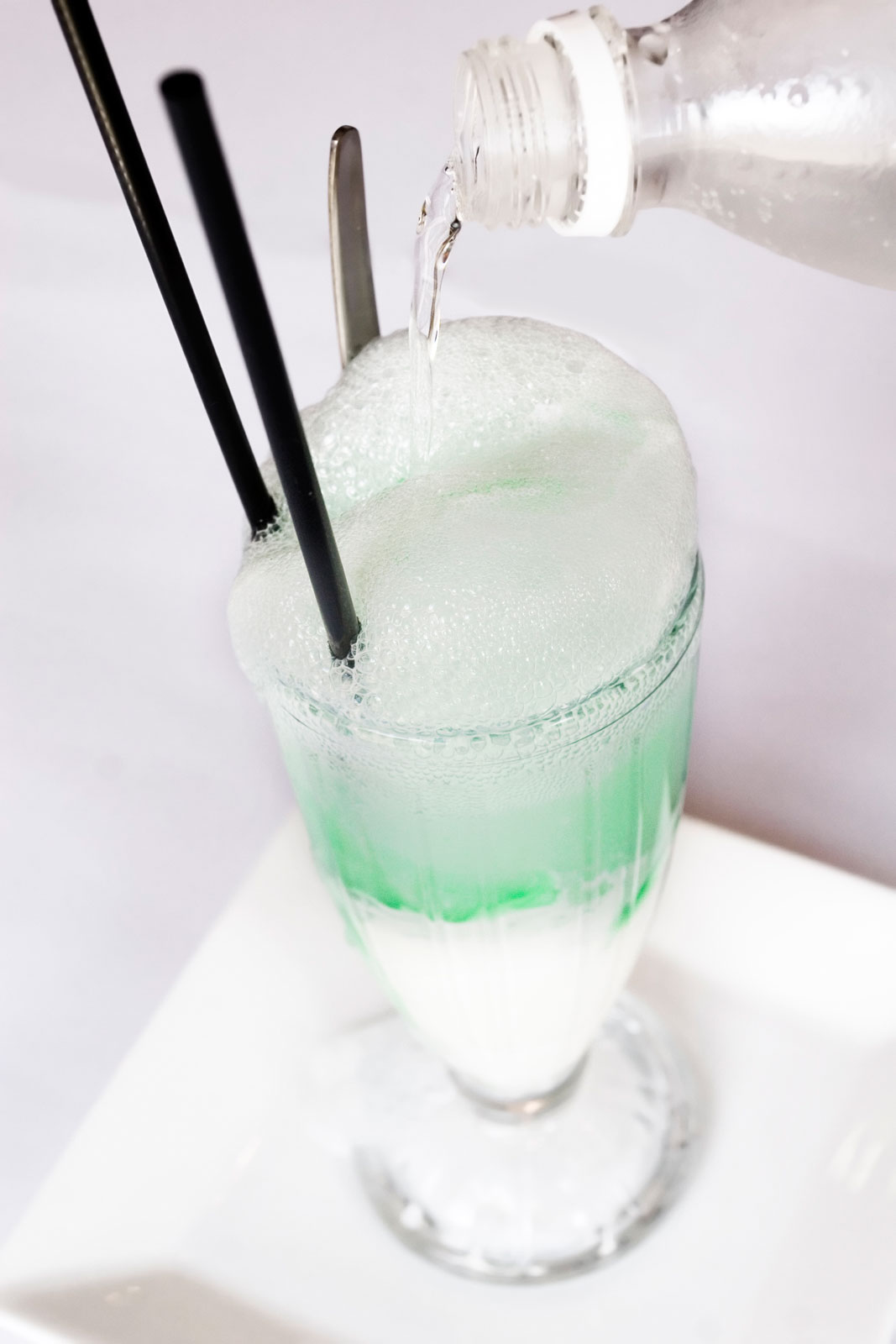
Uno spider al lime

- Nel Regno Unito e in Irlanda viene solitamente indicato come ice cream float o semplicemente float.
- In Australia e Nuova Zelanda, l'ice cream float è noto come spider ("ragno") perché la carbonatazione del gelato crea nel bicchiere filamenti simili a una ragnatela. È tradizionalmente prodotto utilizzando lime o Cream Soda rosa.[9][10][11]
- A Porto Rico si chiama di black out.
- In El Salvador, Honduras, Guatemala, Costa Rica e Colombia si chiama vaca negra ("mucca nera").
- In Messico è noto come helado flotante o flotante. La versione più diffusa è quella a base di cola e sorbetto al limone.
- In Brasile e Portogallo, la variante realizzata con gelato alla vaniglia o al cioccolato e Coca-Cola è nota come vaca preta ("mucca nera"). La vaca amarela ("mucca gialla") o vaca dourada ("mucca d'oro") è invece composta da gelato alla vaniglia e soda all'arancia o guaranà.

## Varianti
Le varianti dell'ice cream float sono innumerevoli. Alcune delle più diffuse sono descritte di seguito.

### Chocolate ice cream soda
Per realizzare il chocolate ice cream soda si mette circa 1 oncia di sciroppo al cioccolato e quindi alcune palline di gelato al cioccolato in un bicchiere alto. Si riempie quindi con acqua gassata e si guarnisce con panna montata e, di solito, una ciliegia al maraschino.

### Strawberry ice cream soda
La preparazione dello strawberry ice cream soda avviene in modo analogo al chocolate ice cream soda, ma con sciroppo alla fragola e gelato alla fragola o alla vaniglia.

### Root beer float

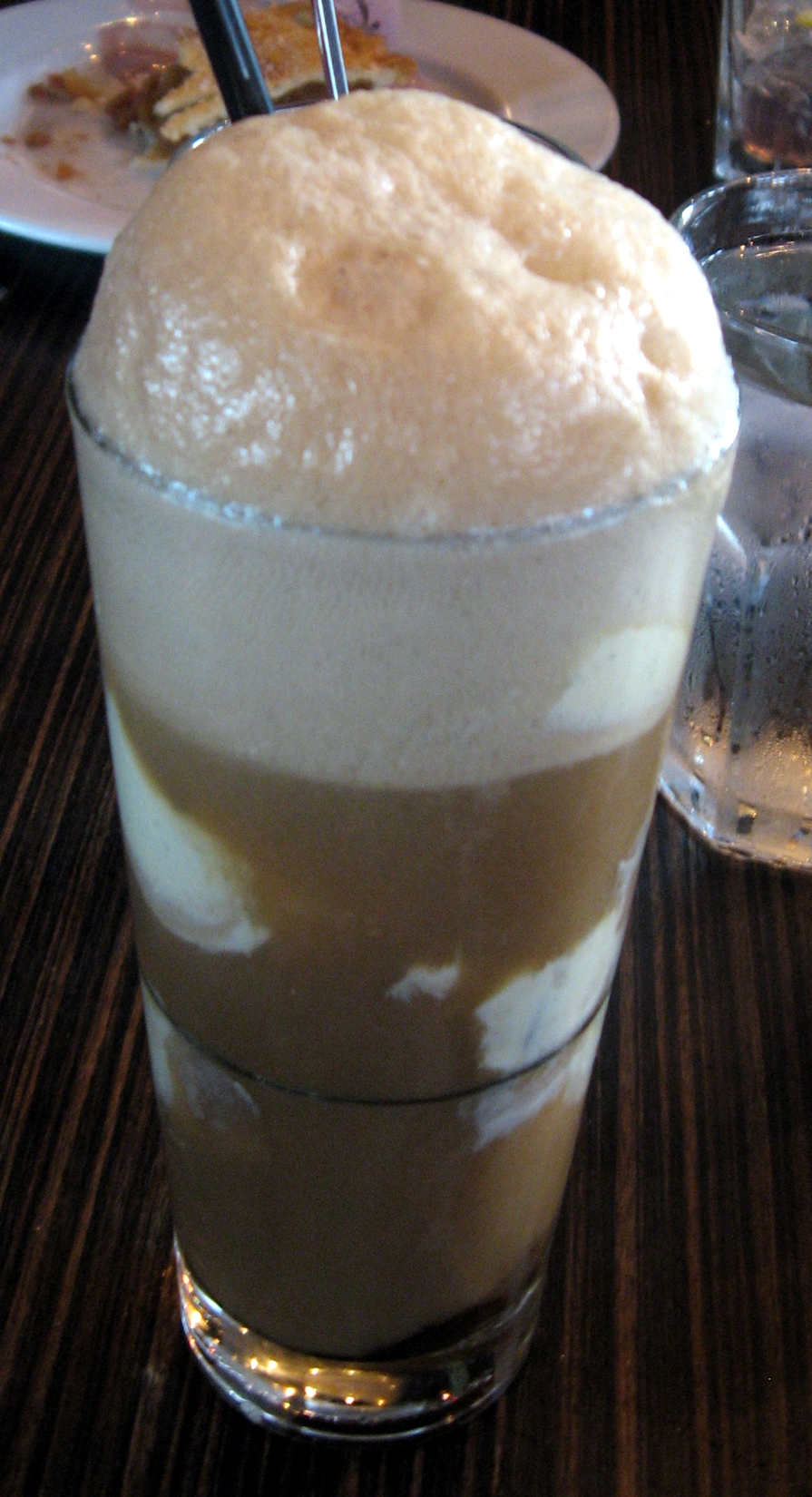
Un root beer float

Conosciuta anche come black cow o brown cow, la root beer float è tradizionalmente preparata con gelato alla vaniglia e root beer, ma può anche essere preparata con altri gusti di gelato, ad esempio al cioccolato. Questa variante sarebbe stata inventata da Frank J. Wisner, proprietario della Cripple Creek Brewing del Colorado, il 19 agosto 1893. Al posto della root beer può essere utilizzata anche la birch beer.

### Coke float
Il coke float può essere fatto con qualsiasi cola, come Coca o Pepsi-Cola, e gelato alla vaniglia.

### Boston cooler

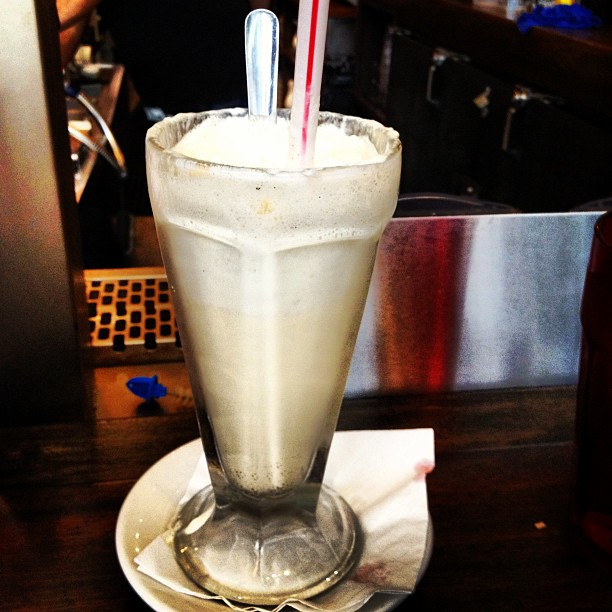
Un Boston cooler ginger ale Vernors

Il Boston cooler è tipicamente composto da ginger ale Vernors e gelato alla vaniglia.
Il primo riferimento a un Boston cooler appare nel St. Louis Post-Dispatch dove un barista di New York affermava di aver coniato la frase per un cocktail estivo di salsapariglia e ginger ale. Negli anni 1910 il termine veniva usato per indicare una pallina di gelato servita in mezzo melone e altre preparazioni, prima di assumere il suo significato attuale.
Nel 1880 una versione del Boston Cooler veniva servita a Detroit dalla Sanders Confectionery, realizzata con il gelato di Sanders e Vernors. In origine, una bevanda chiamata Vernors Cream veniva preparata versando uno o due bicchierini di crema in un bicchiere di Vernors. Successivamente il gelato alla vaniglia sostituì la crema e la bevanda divenne una sorta di frappé. La leggenda vuole che il nome di questo drink derivi dal Boston Boulevard di Detroit, ma ciò è smentito dal fatto che Boston Boulevard non esisteva ancora all'epoca.
Ancora oggi il Boston Cooler è una bevanda estiva popolare nell'area di Detroit.

### Snow White
Lo Snow White è fatto con 7 Up o Sprite e gelato alla vaniglia. L'origine di questa variazione è sconosciuta, ma è diffusa in alcuni ristoranti asiatici.

### Purple cow
La purple cow ("mucca viola") è composta da gelato alla vaniglia nella soda all'uva rossa o in succo d'uva non gassato.

### Sherbet cooler
Lo sherbet cooler è stato creato dalla catena American Friendly's e consiste in sorbetto all'arancia o all'anguria, sciroppo di vaniglia e acqua di Seltz. È anche venduto con il nome di slammer.

### Orange float
L'orange float od orange whip è composto da gelato alla vaniglia e aranciata.

### Beer float

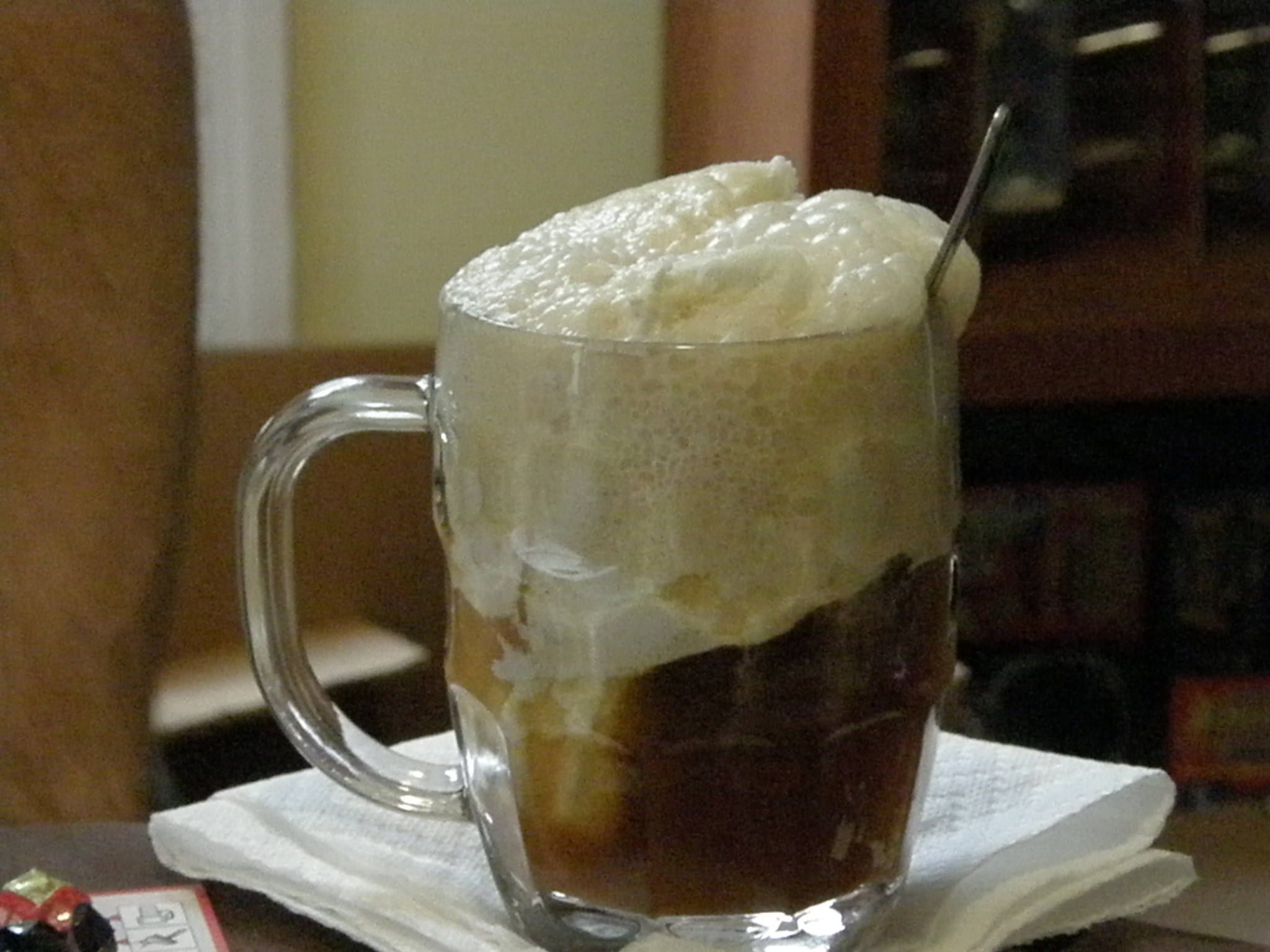
Un beer float

Il beer float si prepara con Guinness stout, gelato al cioccolato ed espresso. La birra e l'espresso devono essere molto freddi per non sciogliere il gelato.

### Nectar soda
La variante nectar soda, popolare a New Orleans e in alcune parti dell'Ohio, è realizzata con parti uguali di sciroppo di mandorle e vaniglia mescolati con latte condensato zuccherato e un tocco di colorante alimentare rosso per produrre una base di sciroppo rosa opalescente per la soda.

### Melon cream soda

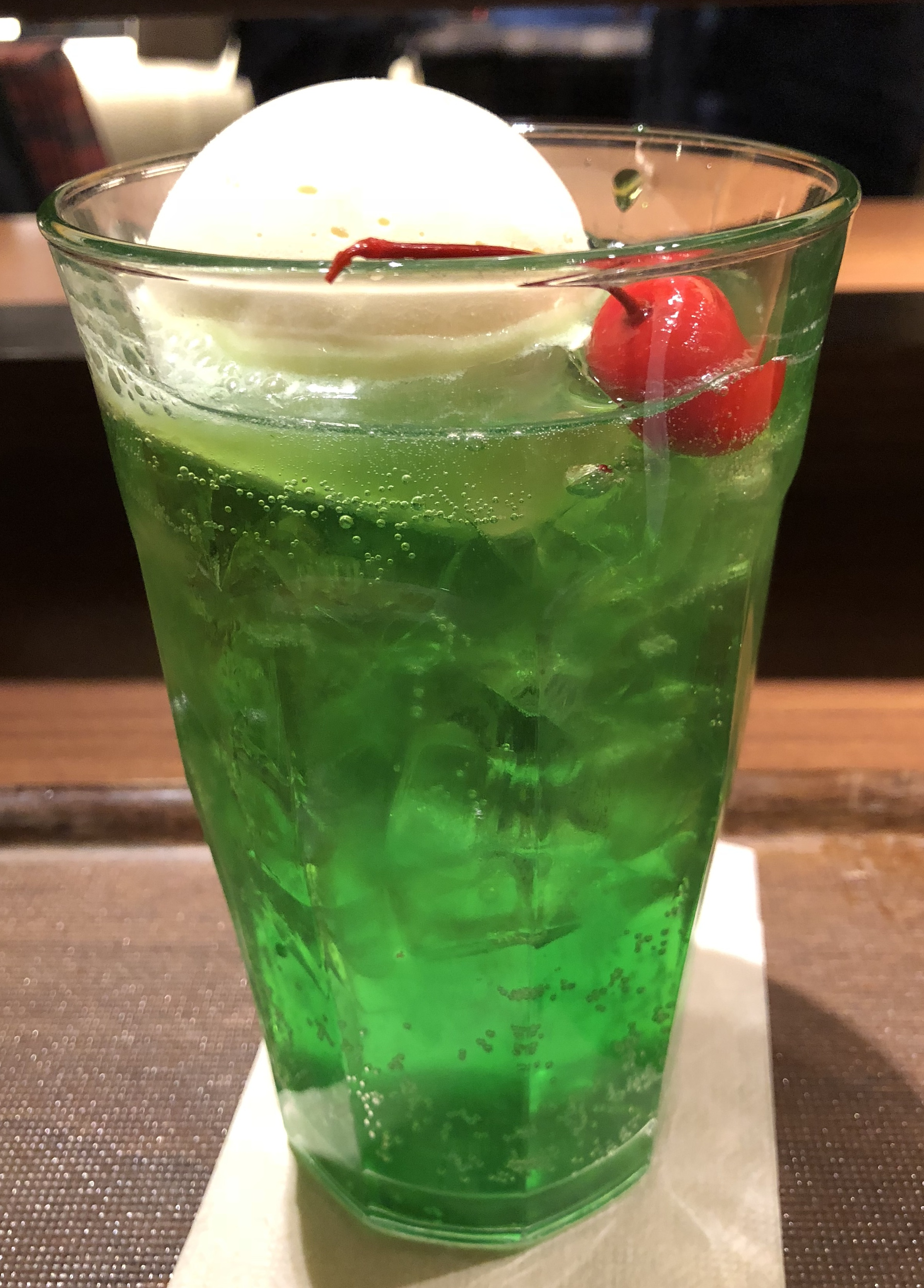
Una cream soda in stile giapponese nella caffetteria Ueshima

La melon cream soda (メロン クリーム ソーダ) è una bevanda popolare in Giappone. Si prepara con soda al melone servita con ghiaccio e una pallina di gelato alla vaniglia.